# Toronto (Iowa)
Toronto è un comune degli Stati Uniti d'America, situato nello Stato dell'Iowa, nella contea di Clinton.